# Currende Consort
Sous le dénominateur commun Currende se cachent différentes formations.  Le Currende Consort est un ensemble de quatre à six chanteurs solistes.  Selon le programme et les besoins stylistiques, les voix solistes sont complétées par un groupe étendu de continuistes ou de joueurs d'instruments de la Renaissance ; l'ensemble se produit alors sous le nom Currende.

## Biographie
Le chef de Currende, Erik Van Nevel (neveu de Paul), a une affinité particulière avec Bach et avec le XVIIe siècle capricieux.  Il se consacre également au grand patrimoine artistique de la polyphonie flamande.
La Currende Capella a été fondée par Erik Van Nevel en 1974 et est composée d'une sélection rigoureuse d'excellents choristes.  Le style de chant de Currende s'inscrit dans le mouvement de la pratique d'exécution historique appliquée au répertoire polyphonique du XVIe siècle ainsi qu'à celui de la littérature baroque et classique.
L'ensemble a réalisé de nombreux enregistrements pour la VRT, la NOS, la WDR, France Musique ainsi que lors des tournées de concerts en Italie, en Allemagne, au Japon, en Suède, aux Pays-Bas, en France, en Israël, en Espagne et au Portugal.  D'autres orchestres ont régulièrement fait appel au chœur : Anima Eterna dirigé par Jos van Immerseel, La Petite Bande dirigée par Sigiswald Kuijken, Concerto Köln dirigé par René Jacobs, Concerto '91' Amsterdam et Il Giardino Armonico dirigé par Giovanni Antonini.
La très vaste discographie de Currende compte, en 2013, plus de quarante CD.
Pour le label flamand Accent, Currende a fait des enregistrements de musique de Roland de Lassus, de Peter Philips, d'oratorios de Giacomo Carissimi, de motets de Heinrich Schütz, de grandes œuvres chorales de Domenico Scarlatti, du magistral Musica Religiosa de Giaches de Wert et de la musique impressionnante de Giovanni Gabrieli, d'Adrien Willaert et de Joan Cererols.
Sous l'étiquette Eufoda sont parus des enregistrements d'œuvres de Roland de Lassus, de Johannes Le Febure, de Hans Leo Hassler, de Luca Marenzio, de Dietrich Buxtehude et de compositeurs baroques bruxellois.  Une série exceptionnelle consiste en dix CD réalisés en collaboration avec la Capella Sancti Michaelis et consacrés aux cinq générations de polyphonistes flamands.  Ces CD accompagnent un ouvrage de vulgarisation, sur le même sujet, du musicologue Ignace Bossuyt.  Cet ouvrage a été publié dans des versions allemande, anglaise, française et néerlandaise.  La série de disques est ressortie en coffret de dix CD à prix réduit sous l'étiquette Et'cetera.
En 2003 sont parus les Psaumes et le Magnificat de João Lourenço Rebelo (Eufoda 1344) et les Vêpres de Noël de Claudio Monteverdi (Eufoda 1352).  Les deux enregistrements ont été salués par la presse internationale ; l'enregistrement de Rebelo a obtenu cinq étoiles dans la revue Goldberg.  L'un des projets les plus récents est un enregistrement, fait en 2011, de chants de Noël néerlandais, arrangés dans le style baroque par Willem Ceuleers et Piet Stryckers, et chantés par la voix rauque de Jan De Wilde.

## Sources
- (fr) Ignace Bossuyt, De Guillaume Dufay à Roland de Lassus : les très riches heures de la polyphonie franco-flamande (trad. Henri Vanhulst), Paris, Éditions du Cerf, 1996  (ISBN 2204055557), p. 14.
- (nl) « Currende », Muziekcentrum, [En ligne], [www.muziekcentrum.be].
- (en) « Currende Early Music », Currende, [En ligne], 2011, [www.currende.be].
- (nl) « Currende Early Music », Currende, [En ligne], 2011, [www.currende.be].
- (en) « Erik Van Nevel », Currende, [En ligne], 2011, [www.currende.be].